# フィリックス (ラッパー)
フィリックス（英語: Felix、朝鮮語: 필릭스、2000年9月15日 - ）は、オーストラリア出身のラッパー、歌手、ダンサー、モデル。韓国のボーイズグループ・Stray Kidsのメンバー。身長171cm。

## 経歴

### 生い立ち
韓国人の両親のもと、オーストラリアで生まれる。姉と妹が1人ずついる。歌手を志し、韓国・ソウルに移住する前、フィリックスは子供時代、12年にわたってテコンドーを習得し、63個ものメダルを獲得した。

### Stray Kids（2017年 - ）
2016年にJYPエンターテインメントの練習生となり、1年間のトレーニングを経て、Stray Kidsのリーダー・バンチャンにより、6人目のメンバーとして選出された。練習生時代の様子は、Mnetのサバイバル番組『Stray Kids』として放送された。
2017年12月5日に放送された同番組の第8話で、パク・ジニョンによってリノに次ぐ2番目の脱落者として名を挙げられたものの、その後の回で、生放送でのパフォーマンスとファン投票を通じて、メンバーに復帰。2018年1月8日、プレデビューアルバム『Mixtape』をリリースし、3月26日にリリースされた1stミニアルバム『I am NOT』でデビュー。
グループでの活動と並行し、2019年7月から2020年1月にかけて、アリラン国際放送の音楽番組『Pops in Seoul』MCを務める。2022年6月には、TWICE・ナヨンのソロアルバム『IM NAYEON』収録曲「No Problem」に参加。
同年12月21日にリリースされたデジタルアルバム『SKZ-REPLAY』には、自身初のソロ曲「Deep end」が収録され、2023年に開催された「Stray Kids 5-Star Dome Tour 2023」では、未発表のソロ曲「Rev It Up」を披露した。2023年10月には、NiziU「HEARTRIS」ミュージックビデオにカメオ出演した。
2025年1月には、LiSA「ReawakeR」にフィーチャリングで参加した。本楽曲は、テレビアニメ『俺だけレベルアップな件 Season 2 -Arise from the Shadow-』オープニングテーマに起用され、2月20日には、ミュージックビデオも公開された。

### モデル活動
2023年8月、ルイ・ヴィトンのメゾンのハウスアンバサダーに起用された。同年には『GQ KOREA』誌による「2023 Men of the Year」に選出され、同誌の12月号の表紙を飾った。
2024年3月5日、フランス・パリにて開催されたルイ・ヴィトン「2024秋冬ウィメンズ・コレクション」で、ランウェイデビュー。5月6日には、ニューヨーク・メトロポリタン美術館にて開催された「メットガラ2024」に、Stray Kidsとしてトミーヒルフィガーのカスタムウェアで初参加し、同月23日にスペイン・バルセロナにて開催されたルイ・ヴィトンの2025年クルーズコレクションに参加。
2025年8月12日、韓国・ソウル発のコンテンポラリービューティーブランド「HERA (化粧品)」のグローバルアンバサダーに起用された。

## 人物
慈善活動
- 2020年6月、セーブ・ザ・チルドレンの海外縁組後援を目的のための糸で作ったブレスレットのイベントに参加し、20歳の誕生日を迎えた同年9月15日、セーブ・ザ・チルドレンの定期支援を申請。2023年3月7日には、個人高額後援者の集まり「オーナーズクラブ」のメンバーとなったことが発表された。
- 2023年2月、トルコ・シリア地震の緊急救援に参加し、5,000万ウォンを寄付した。
- 2024年1月、劣悪な衛生環境、および飲食物の不足で苦しむラオスの子供達を支援することを目的に、ユニセフ韓国委員会に1億ウォンを寄付した。

私生活
- 2022年2月9日、腰椎部椎間板ヘルニアの診断を受けたことが発表され、同月に行われたファンミーティング「Stray Kids 2ND #LoveSTAY 'SKZ'S CHOCOLATE FACTORY'」の一部ステージでパフォーマンスに制限がかけられた。
- 2025年2月15日に開催されたファンミーティング「Stray Kids 5TH FANMEETING 'SKZ 5'CLOCK'」終了後、フィリックスが乗車した車両が接触事故に遭い、負傷した。そのため、翌日16日に開催された同イベントへの出演を取りやめた。JYPエンターテインメントは当初、骨折と発表し「当分の間、休息と適切な治療が必要だと診断を受け、治療に専念している」としていたが、17日には、JYPエンターテインメントは、追加検査の結果と「初期の検査で見られた骨折線は幼い頃にできた跡であり、現在は該当部位に近い神経が圧迫されていた」と、骨折ではない旨を報告した。

## ディスコグラフィ

### 楽曲
| 年                                                                             | タイトル     | 参加メンバー・アーティスト       | 順位   | 順位 | 順位   | 順位     | 順位     | 収録アルバム |
| 年                                                                             | タイトル     | 参加メンバー・アーティスト       | KOR DL | HUN  | NZ Hot | SGP Reg. | US World | 収録アルバム |
| ------------------------------------------------------------------------------ | ------------ | -------------------------------- | ------ | ---- | ------ | -------- | -------- | ------------ |
| 2018年                                                                         | WHO?         | リノ、ハン                       | —      | —    | —      | —        | —        | I am WHO     |
| 2020年                                                                         | Wow          | リノ、ヒョンジン                 | —      | —    | —      | —        | —        | IN LIFE      |
| 2021年                                                                         | Surfin'      | リノ、チャンビン                 | 29     | —    | —      | —        | —        | NOEASY       |
| 2022年                                                                         | Muddy Water  | チャンビン、ヒョンジン、ハン     | 26     | —    | —      | —        | —        | ODDINARY     |
| 2022年                                                                         | No Problem   | ナヨン                           | 31     | 30   | —      | 25       | 10       | IM NAYEON    |
| 2022年                                                                         | Taste        | リノ、ヒョンジン                 | 32     | —    | 23     | —        | 9        | MAXIDENT     |
| 2022年                                                                         | Deep end     | フィリックス                     | 178    | —    | —      | —        | —        | SKZ-REPLAY   |
| 2022年                                                                         | Because      | チャンビン                       | —      | —    | —      | —        | —        | SKZ-REPLAY   |
| 2022年                                                                         | Up All Night | バンチャン、チャンビン、スンミン | —      | —    | —      | —        | —        | SKZ-REPLAY   |
| 2023年                                                                         | Snain        | チャンビン、スンミン             | —      | —    | —      | —        | —        | 未収録       |
| 2024年                                                                         | Unfair       | フィリックス                     | 20     | —    | 18     | —        | —        | HOP          |
| 2025年                                                                         | ReawakeR     | LiSA                             | —      | —    | 38     | —        | 2        | 未収録       |
| "—" はチャートインしていない、もしくはその地域において未発売であることを表す。 |              |                                  |        |      |        |          |          |              |

### 作詞・作曲
※出典
| 年     | タイトル         | 参加メンバー                               | 担当       | 収録アルバム   |
| ------ | ---------------- | ------------------------------------------ | ---------- | -------------- |
| 2018年 | GLOW             | Stray Kids                                 | 作曲       | Mixtape        |
| 2018年 | Mixtape#1        | Stray Kids                                 | 作詞       | I am NOT       |
| 2018年 | WHO?             | Stray Kids                                 | 作詞・作曲 | I am WHO       |
| 2018年 | Mixtape#2        | Stray Kids                                 | 作詞・作曲 | I am WHO       |
| 2018年 | Mixtape#3        | Stray Kids                                 | 作詞・作曲 | I am YOU       |
| 2019年 | Mixtape#4        | Stray Kids                                 | 作詞・作曲 | Clé 1 : MIROH  |
| 2019年 | Mixtape#5        | Stray Kids                                 | 作詞・作曲 | Clé : LEVANTER |
| 2019年 | Wow              | リノ、ヒョンジン、フィリックス             | 作詞       | IN LIFE        |
| 2021年 | Because          | チャンビン、フィリックス                   | 作詞       | SKZ-REPLAY     |
| 2021年 | Surfin'          | リノ、チャンビン、フィリックス             | 作詞・作曲 | NOEASY         |
| 2021年 | Placebo          | Stray Kids                                 | 作詞・作曲 | SKZ2021        |
| 2021年 | Behind The Light | Stray Kids                                 | 作詞・作曲 | SKZ2021        |
| 2021年 | For You          | Stray Kids                                 | 作詞・作曲 | SKZ2021        |
| 2021年 | Hoodie Season    | Stray Kids                                 | 作詞・作曲 | SKZ2021        |
| 2021年 | Broken Compass   | Stray Kids                                 | 作詞・作曲 | SKZ2021        |
| 2021年 | #LoveSTAY        | Stray Kids                                 | 作詞       | SKZ-REPLAY     |
| 2022年 | Muddy Water      | チャンビン、ヒョンジン、ハン、フィリックス | 作詞・作曲 | ODDINARY       |
| 2022年 | Taste            | リノ、ヒョンジン、フィリックス             | 作詞・作曲 | MAXIDENT       |
| 2022年 | Deep end         | フィリックス                               | 作詞・作曲 | SKZ-REPLAY     |
| 2023年 | FNF              | Stray Kids                                 | 作詞・作曲 | 5-STAR         |
| 2023年 | Super Bowl       | Stray Kids                                 | 作詞       | 5-STAR         |
| 2023年 | Rev It Up        | フィリックス                               | 作詞・作曲 | 未収録         |
| 2024年 | Runners          | Stray Kids                                 | 作詞       | ATE            |
| 2024年 | Unfair           | フィリックス                               | 作詞       | HOP            |

## 出演
テレビ番組
- Pops in Seoul（2019年7月 - 2020年1月、アリラン国際放送）- 司会

ミュージックビデオ
- NiziU「HEARTRIS」（2023年）
- LiSA「ReawakeR (feat. Felix of Stray Kids)」（2025年）

広告
- HERA (化粧品)（2025年8月12日 - ） - グローバルアンバサダー